# Cultura chinchorro
La cultura Chinchorro fue una sociedad prehispánica de pescadores y cazadores recolectores que habitó la costa del desierto de Atacama entre aproximadamente el 7000 y el 1500 a. C., desde Ilo, en el sur del Perú, hasta Antofagasta, en el norte de Chile, con su núcleo principal en la zona de Arica, incluyendo los valles de Azapa, Lluta y Camarones.
Este grupo destaca por haber desarrollados los ritos funerarios más antiguos conocidos que incluyen la momificación artificial de cuerpos humano, hacia el 5050 a. C., superando en antigüedad incluso a las momias egipcias. 
En 2021, diversos sitios vinculados a esta cultura, entre ellos, asentamientos y cementerios ubicados en Arica y Camarones, fueron declaradas por la UNESCO como Patrimonio de la Humanidad el 27 de julio de 2021, tras cerca de 23 años de postulación en la lista indicativa del país ante dicha institución.

## Etimología
Los integrantes de la Cultura Chinchorro se llaman así debido a la playa Chinchorro, donde se descubrieron las primeras momias.

## Antecedentes
Hay diversas teorías que intentan explicar el origen de la cultura Chinchorro. Una de ellas señala que se habría originado a partir de desplazamientos a lo largo de la costa de norte a sur; en tanto, otras manifiestan que habría surgido debido a movimientos nómadas desde el Amazonas o la cordillera de los Andes. La población se asentó en la desembocadura de los valles de Azapa, Camarones y Lluta, entre otros, donde han sido encontradas momias que anteceden en dos mil años a las momias egipcias.

## Descripción
Los Chinchorro eran pescadores expertos. Desarrollaron variadas herramientas para pescar, como anzuelos hechos de conchas y cactus, y pesos de piedra para redes. Se convirtieron en hábiles tejedores de canastas y esterillas.
Aunque la mayor parte de los sitios Chinchorro están en la costa, también hay otros tierra adentro y cercanos a las montañas. Su estilo de vida se sustentaba principalmente gracias al pescado, los mariscos y algunos mamíferos marinos. Se han excavado grandes concheros en la costa. El análisis del pelo y los huesos humanos de las momias indica que alrededor del 90 % de su dieta consistía en comida marina, y el 10 % restante eran animales terrestres y plantas.
El sitio tipo Chinchorro está en Arica, Chile. Fue descubierto por el arqueólogo alemán Max Uhle a comienzos del siglo XX.
Varios sitios arqueológicos tempranos se han descubierto en esta costa. En Perú se han estudiado las quebradas Tacahuay y Jaguay. Más al sur, está la Quebrada Los Burros. Estos sitios datan del Pleistoceno tardío y el Holoceno temprano (11 000 - 9000 a. C.). Tierra adentro, se encuentran también los sitios de Achas y Las Conchas, en Chile.
Quebrada Jaguay es el sitio más al norte de todos estos y también el más antiguo (11 000 a. C.). Algunos investigadores señalan que la cultura chinchorra se desarrolló a partir de estos asentamientos tempranos, aunque los detalles aún están siendo investigados. El sitio de Acha es donde se encontró la momia chinchorra más antigua.

## Momificaciones
Las momias Chinchorro datan desde el 7000 a. C. Son mucho más antiguas que las de los egipcios. Su cultura duró varios miles de años, evolucionando y adaptándose durante este período. Se estima que el final de esta cultura acaeció hace 3,500 años.
Muchas culturas en el mundo se enfocaban en preservar los cuerpos de personas importantes, sin embargo, las momias de los Chinchorro parecen ser independientes de la edad o del estatus social del fallecido. Las altas concentraciones de arsénico en el Valle de Camarones generaron una alta mortalidad infantil y abortos espontáneos, lo que habría causado el desarrollo de la momificación como procesamiento emocional y social. Las técnicas de momificación variaron en el tiempo: en particular, cambió el color de las momias, desde un negro brillante al rojo. 

### Posibles orígenes de la práctica de momificación
Las momias podrían haber servido como un medio para ayudar al alma a sobrevivir, y de prevenir que los muertos asustaran a los vivos. Otra teoría más aceptada es que había algún tipo de culto a los ancestros, ya que hay evidencia de que los grupos viajaban con las momias y que las situaban en posiciones de honor durante rituales importantes. Asimismo, los cuerpos se decoraban y pintaban, y se piensa que se reforzaban para ser acarreados y luego exhibidos. Sin embargo, al ser una cultura precerámica y nómada, es difícil determinar a través de los registros arqueológicos las razones por las que los Chinchorro momificaban a sus muertos.

### Cronología
El 29 % de las momias chinchorras conocidas fueron momificadas naturalmente, La más antigua, el hombre de Acha, es del 7020 a. C.
Las momias artificiales de los Chinchorro aparecieron por primera vez cerca del 5000 a. C., y su auge fue alrededor del 3000 a. C; generalmente, sus momias se elaboraban extrayendo los órganos internos y reemplazándolos por fibras vegetales o pelo de animales. En algunos casos, un embalsamador quitaba la piel y el tejido muscular del cadáver y se reemplazaban con arcilla. La datación por radiocarbono revela que la momia chinchorra modificada antropogénicamente más antigua es la de un niño de un sitio en el Valle de Camarones, del 5050 a. C. Se hicieron más momias hasta el 1800 a. C.

### Preparación de las momias
Aunque la manera en que los Chinchorro momificaban a sus muertos cambió a través de los años, varias características se mantuvieron constantes a lo largo de su historia. En las momias excavadas, los arqueólogos descubrieron que la piel y todos los tejidos blandos y órganos, incluyendo el cerebro, eran removidos. Luego de que se removían los tejidos blandos, se insertaban palos para reforzar los huesos y se rellenaba la piel con materia vegetal antes de reensamblar el cadáver. La momia recibía una máscara de arcilla, incluso si ya estaba completamente cubierta en arcilla seca. En este proceso, el cuerpo se envolvía en cañas que se secaban previamente por 30 a 40 días.

### Técnicas

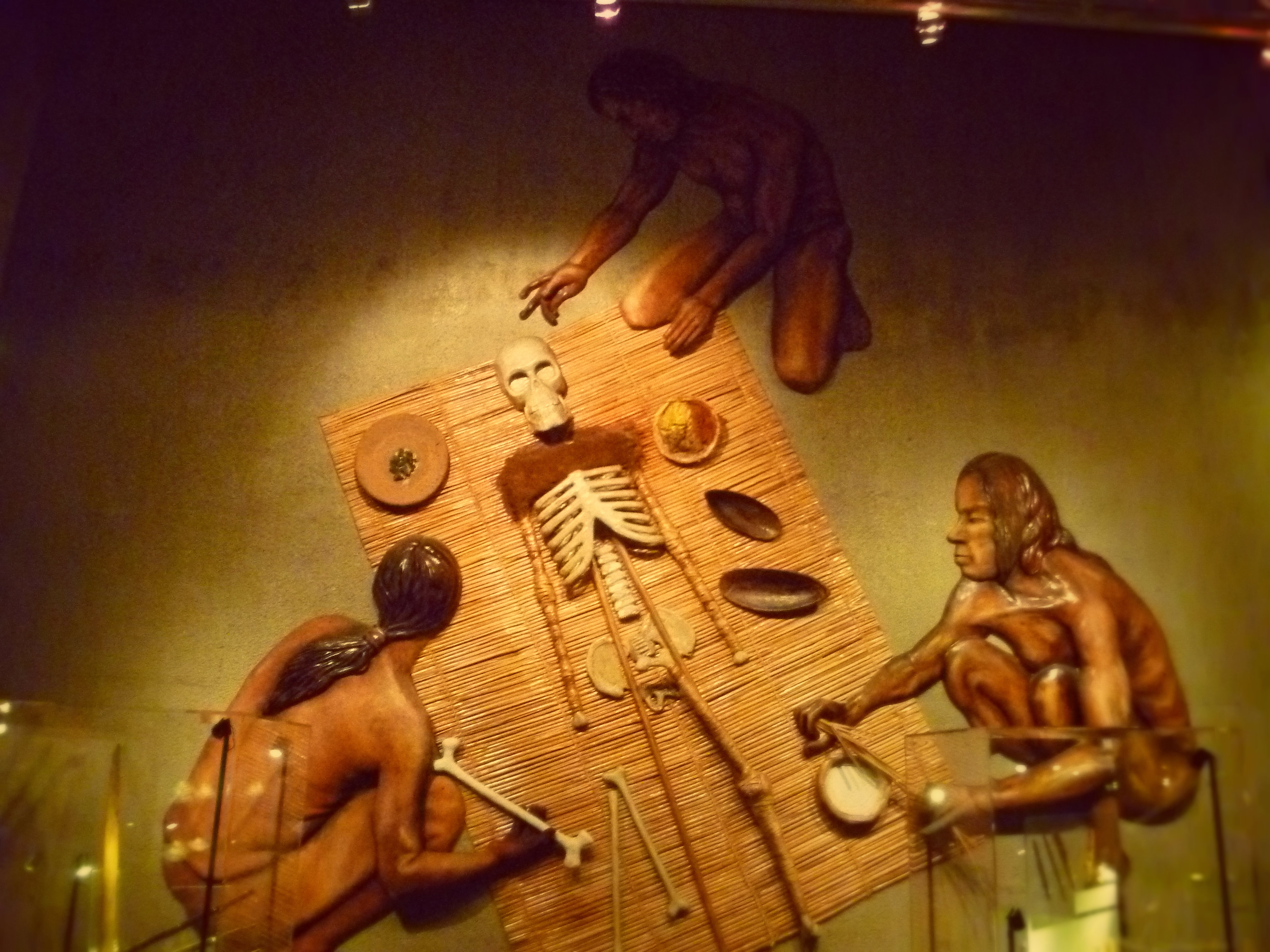
Representación de una momificación Chinchorro en el Museo Arqueológico San Miguel de Azapa.

Uhle separó los tipos de momificación que vio en tres categorías: tratamiento simple, tratamiento complejo y momias bañadas en barro. Él creía que estos tipos ocurrieron cronológicamente, con la momificación complejizándose a medida que el tiempo pasaba. Desde entonces, arqueólogos han expandido esta explicación y han consensuado los siguientes tipos de momia; natural, negra, roja, bañada en barro y vendada. De acuerdo a arqueólogos andinos, la momificación también se puede describir como momias preparadas externamente, momias preparadas internamente y momias reconstruidas (que serían las Chinchorro). Interesantemente, los tipos de momias se solapan unos con otros, y momias de diferentes tipos se han encontrado en las mismas tumbas.

#### Momificación natural
En el norte de Chile, las condiciones ambientales favorecen la momificación natural. El suelo es rico en nitratos que, cuando se combinan con otros factores como la aridez del desierto de Atacama, preservan la materia orgánica. Las sales detienen el crecimiento bacteriano, y las condiciones áridas y calientes facilitan la desecación. Los tejidos blandos, como resultado, se secan antes de pudrirse, y queda una momia natural. Estas momias naturales eran enterradas envueltas en cañas y con utensilios en las tumbas.

#### Momias negras

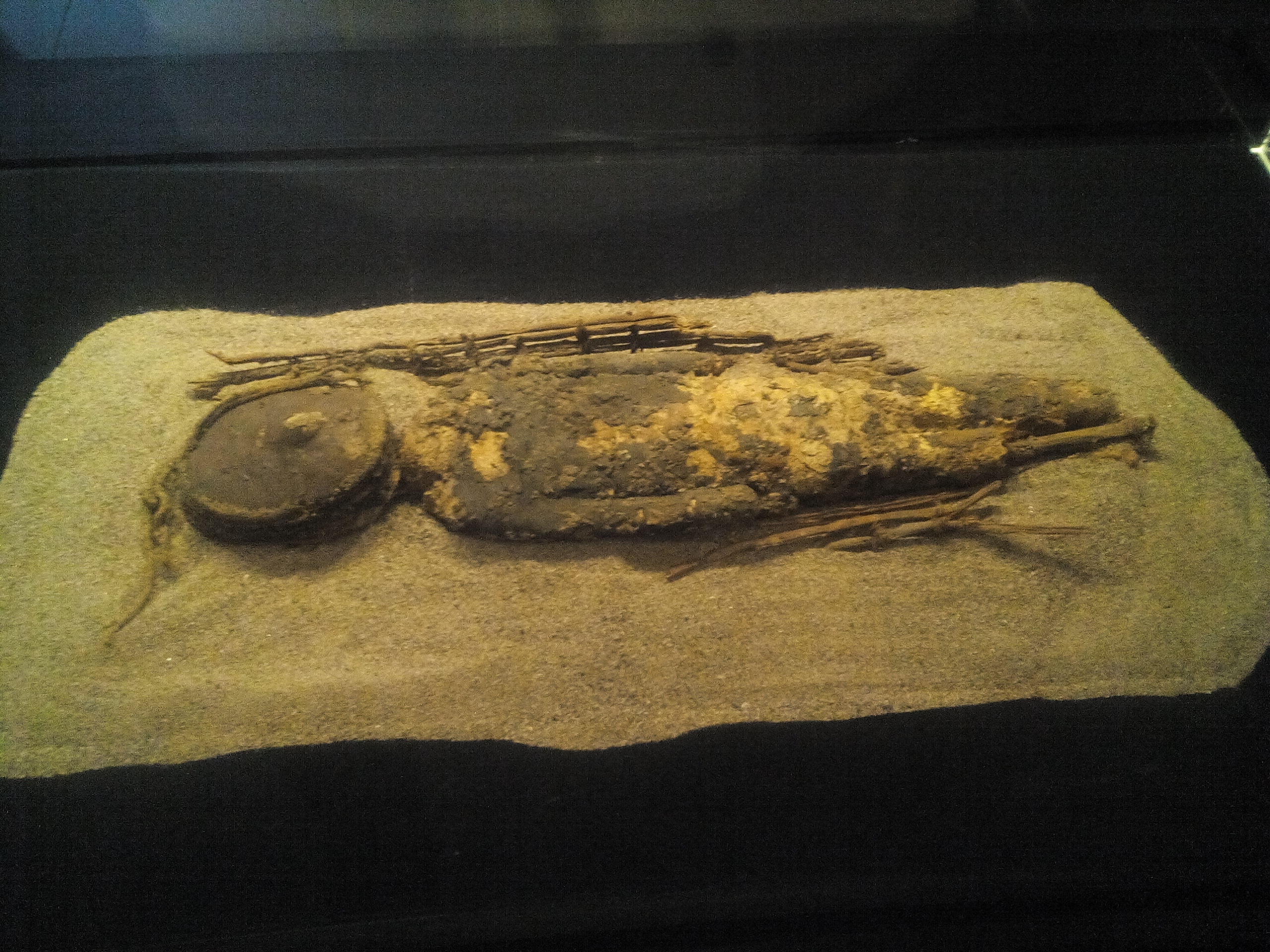
Momia de un infante, tipo negra

Estas momias se desarrollaron del 5050 al 3000 a. C., e implicaban descuartizar el cuerpo del fallecido, tratarlo y luego reensamblarlo. Se removía la cabeza, los brazos y las piernas, y muchas veces también la piel. El cuerpo se secaba con calor, y los músculos y tejidos se removían completamente con herramientas de piedra. Existe evidencia de que los huesos se secaban con cenizas calientes o carbón. Luego se reensamblaba, y, posterior a eso, el cuerpo se cubría con una pasta blanca de ceniza, llenando los espacios con pasto, ceniza, tierra y pelo animal, entre otros. También se utilizaba esta pasta para llenar los rasgos faciales naturales de la persona. La piel (incluyendo la piel de la cara, en conjunto con una peluca de pelo humano negro y corto) se reaplicaba al cuerpo, a veces en piezas pequeñas, a veces en una pieza casi completa. En ocasiones se usaba también piel de lobo marino. Luego, la capa de piel (o, en el caso de los niños, que muchas veces carecían de ésta) se pintaba con óxido de manganeso, lo que les daba su color característico.

#### Momias rojas

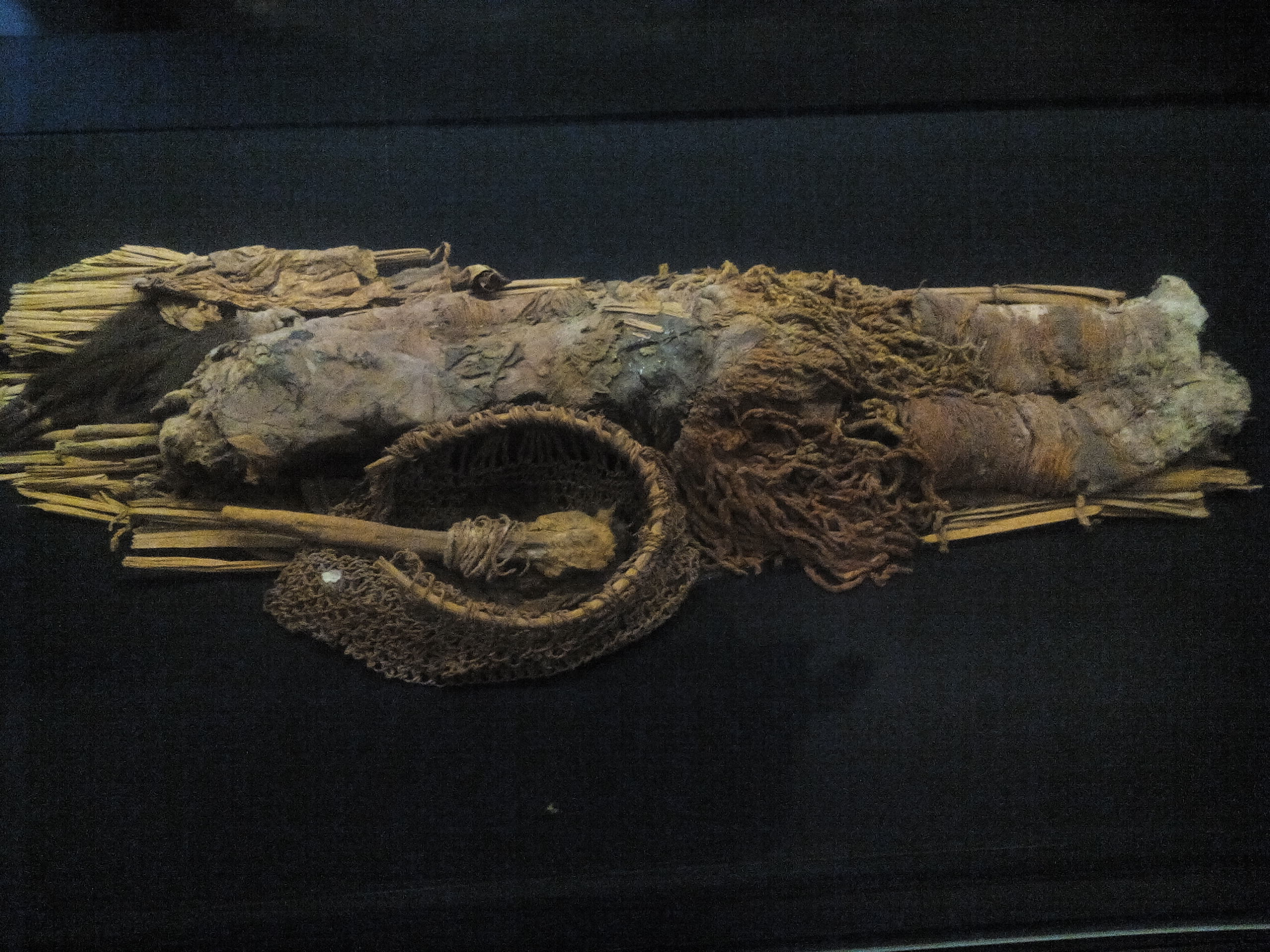
Momia de infante, tipo roja

Estas momias se desarrollaron del 2500 al 2000 a. C. En vez de descuartizar el cuerpo, se hacían incisiones en el estómago, hombro, ingle y tobillos para poder extraer los órganos y la musculatura. Se cortaba la cabeza para remover el cerebro, después de lo cual la piel se volvía a pegar y se cubría con una máscara de arcilla. Inmediatamente, se secaban las cavidades y se procedía a introducirles maderos longitudinales para reforzar el cuerpo. Las cavidades eran rellenadas con tierra, plumas y arcilla para darles una dimensión más normal, y se cosían las incisiones con hilo de caña. La cabeza se reubicaba en el cuerpo, adornada con una peluca larga (de hasta 60 cm) y negra que era sujetada por un casquete de óxido de manganeso. Finalmente, pintaban todo el cuerpo, a excepción de la cara y la peluca, con óxido férrico, quedando con un llamativo cuerpo rojo.

#### Momias bañadas en barro
El estilo final de la momificación Chinchorro era el baño de barro (3000 a 1300 a. C.). Ecológicamente hablando, durante el tiempo de esta cultura, la región era relativamente estable. Se ha sugerido que la increíble preservación de estas momias fue influenciada por la creación pedogénica de arcillas y yeso, que actúan como agentes cimentadores, y, particularmente el yeso, como desecante natural. La arcilla moldeable le permitió a los embalsamadores moldear y crear las apariencias coloridas de las momias, con el beneficio añadido de que el olor fuerte del cadáver secándose era cubierto. Ya no se removían los órganos de los muertos. En vez de eso, se cubría el cuerpo con una gruesa capa de barro, arena y un ligante como huevo o cola de pescado. Una vez completas, las momias se cimentaban en sus tumbas. El cambio en el estilo de momificación puede haber tenido que ver con la exposición de los Chinchorro a otras culturas, o con la asociación de enfermedades y cuerpos en descomposición.

#### Momias vendadas
Este tipo de momificación (2620 - 2000 a. C.; pero sin datación por radiocarbono) solo se ha encontrado en tres niños. La técnica es una mezcla entre las momias negras y rojas: el cuerpo se descuartizaba y se reforzaba como en las momias negras, pero la cabeza se trataba del mismo modo que en las momias rojas. Se usaba piel humana y animal para envolver el cuerpo en vez de arcilla. Los cuerpos se pintaban de rojo mientras que las cabezas eran pintadas con manganeso negro.

## Tatuajes
Los restos de un hombre con una línea punteada tatuada sobre su labio superior datan del 1880 (± 100) a. C. Se piensa que estos restos representan la evidencia directa más antigua de tatuajes en América, y la cuarta más antigua en el mundo.

## Desarrollo tardío
La fase Azapa del desarrollo cultural local (2000 a. C. - 500 d. C.) fue un período transicional entre el fin de la fase chinchorra y el comienzo de la fase Alto Ramírez. Este desarrollo tuvo lugar en el Valle de Azapa, cerca de la costa. Cerca del 2000 a. C., la gente del Valle de Azapa experimentó algunos cambios culturales traídos por inmigrantes del Altiplano. Estas influencias llevaron a la adopción de la agricultura (c. 1000 a. C.), así como a la introducción de la cerámica. Estos grupos tardíos ya no momificaban a sus muertos.
La influencia de las culturas andinas tempranas en el norte de Chile se ha estudiado ampliamente. Particularmente, la influencia de la cultura Wankarani y la cultura Pucará del Lago Titicaca pueden ser relevantes aquí. Durante una fase transicional, los Chinchorro coexistieron con una tradición andina emergente en la costa.

## Investigación
Desde 1914, cuando Max Uhle comenzó su trabajo en Arica, se han encontrado aproximadamente 282 momias. En el sitio Morro-I, en la base del Morro de Arica, se encontraron 96 cuerpos en la arena. Eran 54 adultos: 27 mujeres, 20 hombres y 7 de sexo indeterminado; y 42 niños: 7 mujeres, 12 hombres, 23 indeterminados. Esta muestra sugiere que los Chinchorro no privilegiaban momificar un sexo sobre otro.
El doctor Bernardo Arriaza es un antropólogo chileno que contribuyó enormemente al conocimiento actual de los Chinchorro. En 1984, publicó un estudio en la revista Chungara, su primer trabajo en la cultura Chinchorro. Más tarde, en 1994, publicó una clasificación de las momias chinchorras, cuya tipología al día de hoy se utiliza ampliamente por la comunidad científica y general. En 1995, escribió un artículo para la revista National Geographic sobre las momias Chinchorro, que luego se tradujo a varios idiomas para promover el conocimiento de estas momias a nivel internacional.
Pese a que se ignora el número exacto de momias, hay unas 180 repartidas entre el Museo de Azapa y el Sitio de Colón 10; un número menor se halla en los museos de historia natural de Santiago y de Valparaíso.

## Protección

### Deterioro
Cerca de 120 momias Chinchorro están en la colección de la Universidad de Tarapacá, en el Museo Arqueológico San Miguel de Azapa (Chile). En el último tiempo, habían estado degradándose, convirtiéndose en cieno negro. Expertos como Ralph Mitchell, profesor de la Universidad de Harvard, utilizaron sus conocimientos para determinar las causas de este deterioro: se hizo evidente para Mitchell que la degradación era microbiana, debido al aumento en el nivel de humedad —que podría estar relacionado con el cambio climático— de la zona en que se encuentran.
Se concluyó que el rango de humedad ideal es de entre 40 y 60 % (niveles superiores de humedad conducirían a la degradación y niveles inferiores crearían ácidos perjudiciales). El análisis ha ayudado al personal del museo a ajustar la humedad para preservar las momias.

### Sitios de conservación
Los restos arqueológicos son custodiados y estudiados por la Universidad de Tarapacá. Asimismo, esta misma entidad sostiene el Museo Arqueológico San Miguel de Azapa, donde se puede observar una muestra de la evolución del poblamiento de la región donde se desarrolló la cultura Arica. Otras importantes colecciones de la cultura chinchorra forman parte del Museo Nacional de Historia Natural de Chile, colección que fue puesta en valor con la exposición temporal «Chinchorro, trascender a la muerte».

### Programas de protección
Con la nominación de la cultura Chinchorro como patrimonio de la humanidad de la Unesco, se definieron una serie de parámetros sobre la protección y gestión de un sitio patrimonial, los cuales cubren aspectos como las designaciones protectoras a nivel internacional y nacional, y planes existentes relacionados con la región y el municipio.
Entre las labores destacadas, se halla el establecimiento de la Corporación Chinchorro Marka, la cual  se creó para manejar los territorios de la nominación; esta corporación está dirigida por la decana de la Facultad de Ciencias Sociales de la Universidad de Tarapacá, Marietta Ortega Perrier, y es integrada por representantes de la Universidad de Tarapacá, la Municipalidad de Arica y la Municipalidad de Camarones.
Los programas propuestos para la conservación y restauración incluyen la recolección de restos arqueológicos y bioantropológicos, el estudio de procedimientos de conservación in situ en áreas funerarias, y un programa para evaluar riesgos geológicos e hidrometeorológicos en sitios arqueológicos. Además, se enfocarán en la investigación sobre la conservación cultural y ambiental frente al cambio climático, la arqueología de la cultura Chinchorro, estudios paleoambientales, y la actualización de la información territorial del asentamiento Chinchorro y sus zonas de amortiguamiento.
Por otra parte, se han definido programas de difusión y sensibilización sobre los yacimientos arqueológicos entre la comunidad local, sumado al desarrollo de mecanismos de turismo sostenible de bajo impacto. También se trabaja con organismos públicos y comunidades para minimizar conflictos sociales y proporcionar mayor protección al patrimonio.